# Самоличността на Борн (филм, 2002)
„Самоличността на Борн“ (на английски: The Bourne Identity) е шпионски филм от 2002 г., адаптация на едноименния роман на Робърт Лъдлъм. Филмът поставя началото на поредицата „Борн“.

## Актьорски състав
| Актьор                 | Роля               |
| ---------------------- | ------------------ |
| Мат Деймън             | Джейсън Борн       |
| Франка Потенте         | Мари Хелена Кройц  |
| Крис Купър             | Александър Конклин |
| Брайън Кокс            | Уорд Абът          |
| Клайв Оуен             | Професора          |
| Адеуале Акинуйе-Агбайе | Никвана Уомбози    |
| Гейбриъл Ман           | Дани Зорн          |
| Джулия Стайлс          | Ники Парсънс       |

## Награди и номинации
| Награда | Категория                                     | Номиниран(и)                                  | Резултат  |
| ------- | --------------------------------------------- | --------------------------------------------- | --------- |
| Сатурн  | Най-добър екшън, приключенски или трилър филм | Най-добър екшън, приключенски или трилър филм | номинация |

## Дублажи

### Арс Диджитал Студио
| Преводач             | Вилма Карталска                                                    |
| Озвучаващи артисти   | Таня Димитрова Татяна Захова Илиян Пенев Васил Бинев Тодор Николов |
| Режисьор на дублажа  | Яна Янева                                                          |
| Техническа обработка | Арс Диджитал Студио                                                |
| Тонрежисьор          | Венцислав Велев                                                    |

### Студио VMS
| Преводач            | Константин Николов                                                          |
| Режисьор на дублажа | Добрин Добрев                                                               |
| Тонрежисьор         | Сибин Златарев                                                              |
| Озвучаващи актьори  | Татяна Захова Елена Русалиева Станислав Димитров Илиян Пенев Георги Тодоров |